# Лідія Ковачева
Лідія Ніколаєва Ковачева-Цухлева (болг. Лидия Николаева Ковачева; 31 серпня 1914, Київ —  05 жовтня 2002) —  болгарська художниця, дієтолог і натуропат.

## Біографія
Лідія Цухлева народилася в Києві 31 серпня 1914 року. Її бабуся по материнській лінії Варвара (Вата), уродженка Враци, була ще молода, під час російсько-турецької війни 1877-1878 років її усиновив генерал Михайло Добромир, командувач 14-ї піхотної дивізії (спочатку переправився через Дунай у Свіштова). Її бабуся замужем в Києві за держслужбовцем  Василем Крижанівським. Їхня донька Марія (акушерка) замужем в Києві за студентом-стоматологом Миколою Цухлевим з Відіна, сином історика Димитра Цухлева і полуітальянцем Євгеном Горині. У них 2 дочки: Лідія і Юджин (родом з Відіна).
Протягом року після нарождения Лідія з сім’єю переїхала у Видин. У столиці Лідія закінчила Академію художнього мистецтва, де  вийшла замуж за свого колегу-художника Георгія Ковачева. 

### Боротьба за здоров'я
У віці 30 років молода художниця отримує спалах туберкульозу. Наступні 10 років проводить у кабінетах лікарів, диспансерах і санаторіях. Незважаючи на лікування, з'являються нові захворювання: двосторонній туберкульоз легень, цироз печінки і важка депресія. У неї надмірна вага, її тіло розпухло. Лікар пророкує, що їй залишилося жити 2-3 місяці.
У цей критичний момент свого життя Лідія Ковачева дізнається про лікувальне голодування. Оскільки в той час у Болгарії не було лікаря-фахівця, вона займається пошуком матеріалів і вивченням принципів голодування. Воно починається з літератури, зібраної другом сім'ї адвокатом Стойко Христовим, який захоплювався лікуванням голодом. 
Він знайомий з роботами російського професора Юрія Ніколаєва, Герберта Шелтона, Арі Вірландію, Ал. Залманов, Пол Брегг, Роберт Мак Марісон і інші.  Л. Ковачева прийшла до висновку, що «організм людини має здатність до самовідновлення і самолікування.
Вона починає експериментувати на собі. Вона не їсть протягом кількох днів, тільки п'є воду ... Вона голодувала кілька разів на рік. Протягом двох років не їсть нічого тваринного походження, потім включає в свій раціон трохи молока, сиру, яєць. Своєю особистою долею Лідія Ковачева (1914-2002) довела, що їжа може бути ліками, якщо в ній переважають фрукти, овочі, горіхи, мед, трав'яні відвари ...